# مياه معبأة

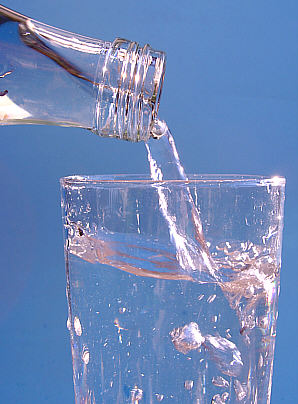
مياه معبأة معدنية.

المياه المعبأة هي مياه الشرب، المياه الغازية، المياه المعدنية، المياه المقطرة، مياه الينابيع، مياه الآبار الارتوازية أو المياه غير المتأينة المعبأة في قنينات من البلاستيك أو من الزجاج. وتتراوح الأحجام ما بين الصغيرة للاستخدام الواحد والكبيرة لمبردات المياه.

## المبيعات العالمية
زادت المبيعات العالمية للمياه المعبأة بشكل كبير خلال العقود القليلة الماضية، لتصل إلى حوالي 60 مليار دولار وبلغ حجمها أكثر من 115 مليون ليتر (30,379,786 جالون أمريكي) في عام 2006. ووصلت المبيعات في الولايات المتحدة حوالي 34 مليار لتر في عام 2008، بانخفاض طفيف عن مستويات عام 2007.
وتضاعف المعدل العالمي للاستهلاك أكثر من أربع مرات بين عامي 1990 و 2005. وتعتبر مياه الينابيع ومياه الصنبور النقيه حاليا هي الرائدة في المبيعات العالمية. وحسب أحد التقديرات، تستهلك حوالى 50 مليار زجاجة من المياه سنويا في الولايات المتحدة وحوالي 200 مليار زجاجة على الصعيد العالمي.

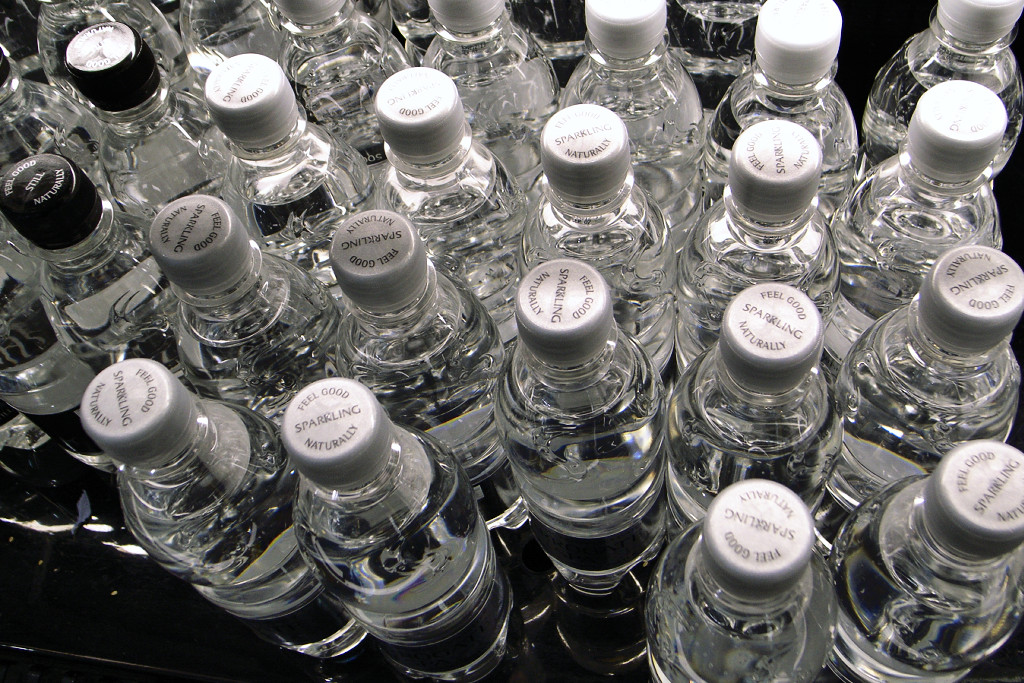
مياه معبأة جديدة في بولي إيثيلين تيرفثالات.

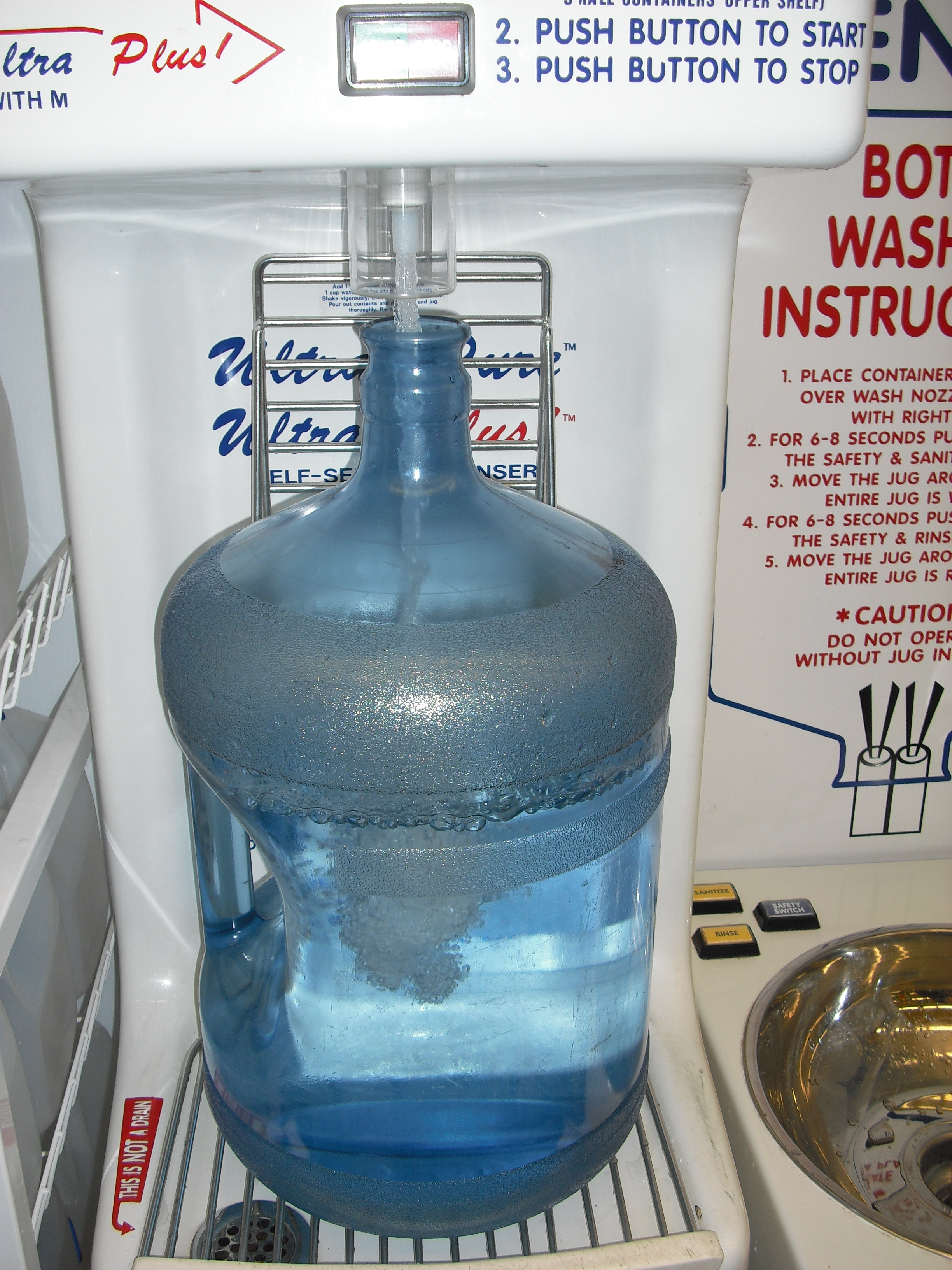
محطة إعادة تعبئة المياه في أحد المحلات في كندا.

## وصلات خارجية
- المياه المعدنية حول العالم
- الاتحاد الدولي للمياه المعبأه
- منتجي المياه المعبأه البريطانيين